# Semiothisa kirbyi
Semiothisa kirbyi là một loài bướm đêm trong họ Geometridae.